# Johann Caspar Bluntschli

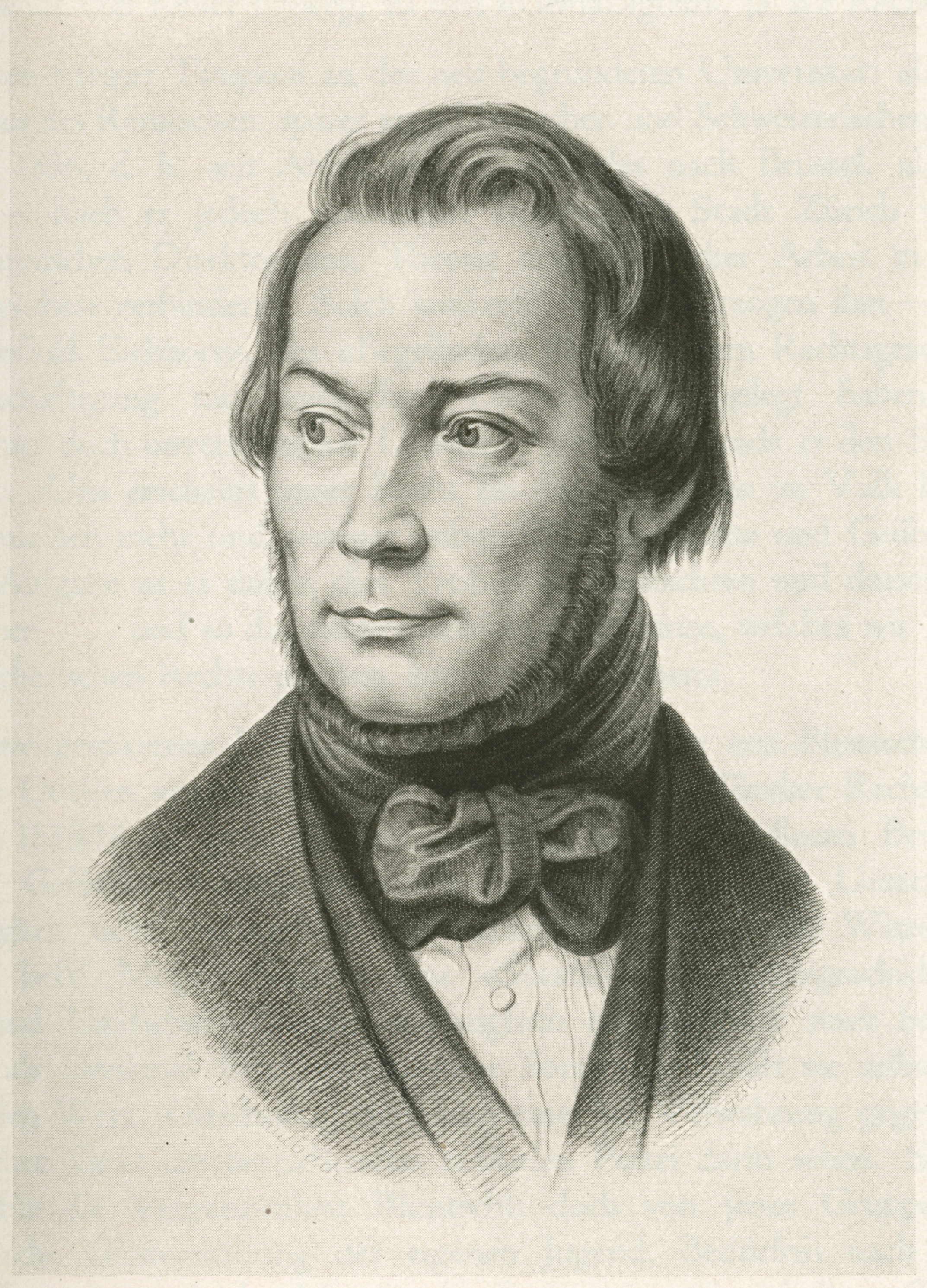
Johann Caspar Bluntschli a una edad temprana.

Johann Caspar Bluntschli, también Johann Kaspar Bluntschli (Zúrich, 7 de marzo de 1808 - Karlsruhe, 21 de octubre de 1881) fue un jurista suizo y político badense, profesor en las universidades de Zúrich, Múnich y Heidelberg. También fue miembro de la logia Ruprecht zu den fünf Rosen.

## Vida

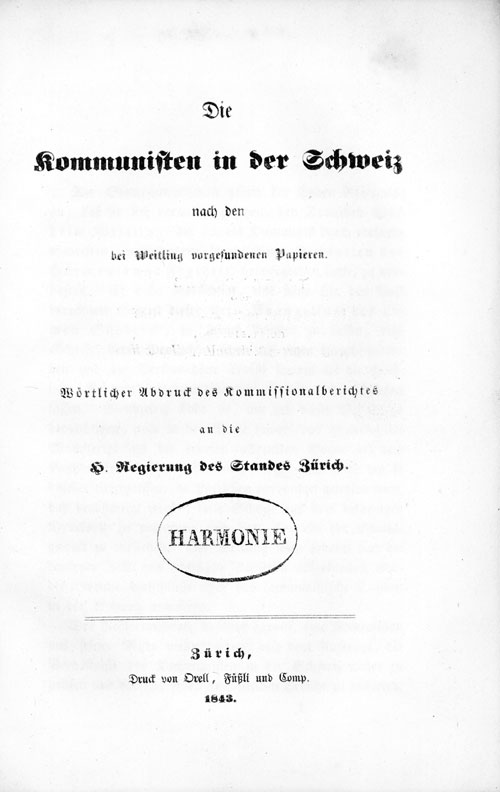
Portada de la primera edición de Die Kommunisten in der Schweiz nach den bei Weitling vorgefundenen Papieren. Wörtlicher Abdruck des Kommissionalberichtes an die H. Regierung des Standes Zürich (Zúrich, 1843), la obra anticomunista de Bluntschli, conocida como el «Informe Bluntschli» (Bluntschli-Bericht).

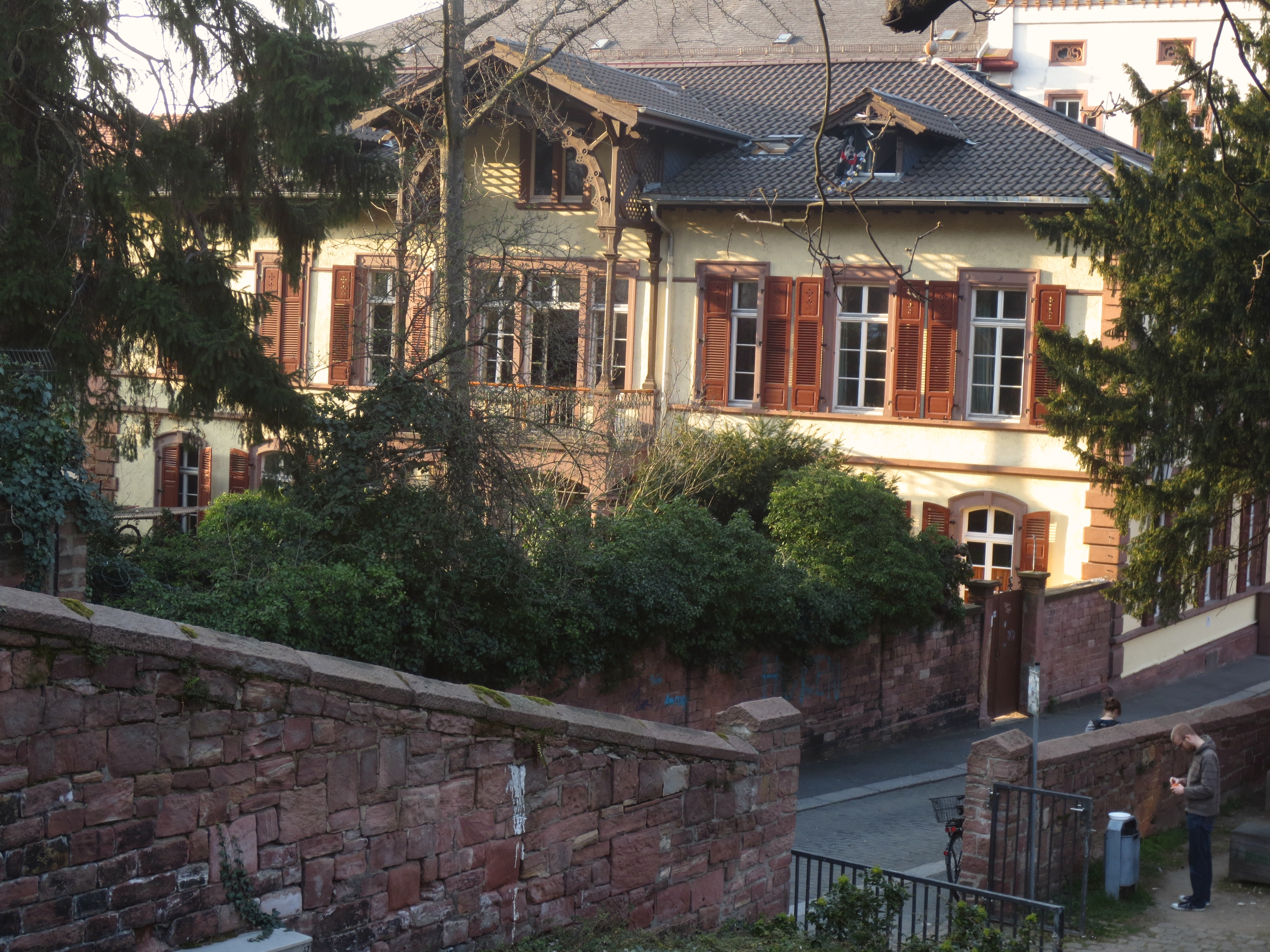
Vivienda de Johann Kaspar Bluntschli en Heidelberg, junto a la Peterskirche, donde vivió con su familia desde 1868 hasta 1881.

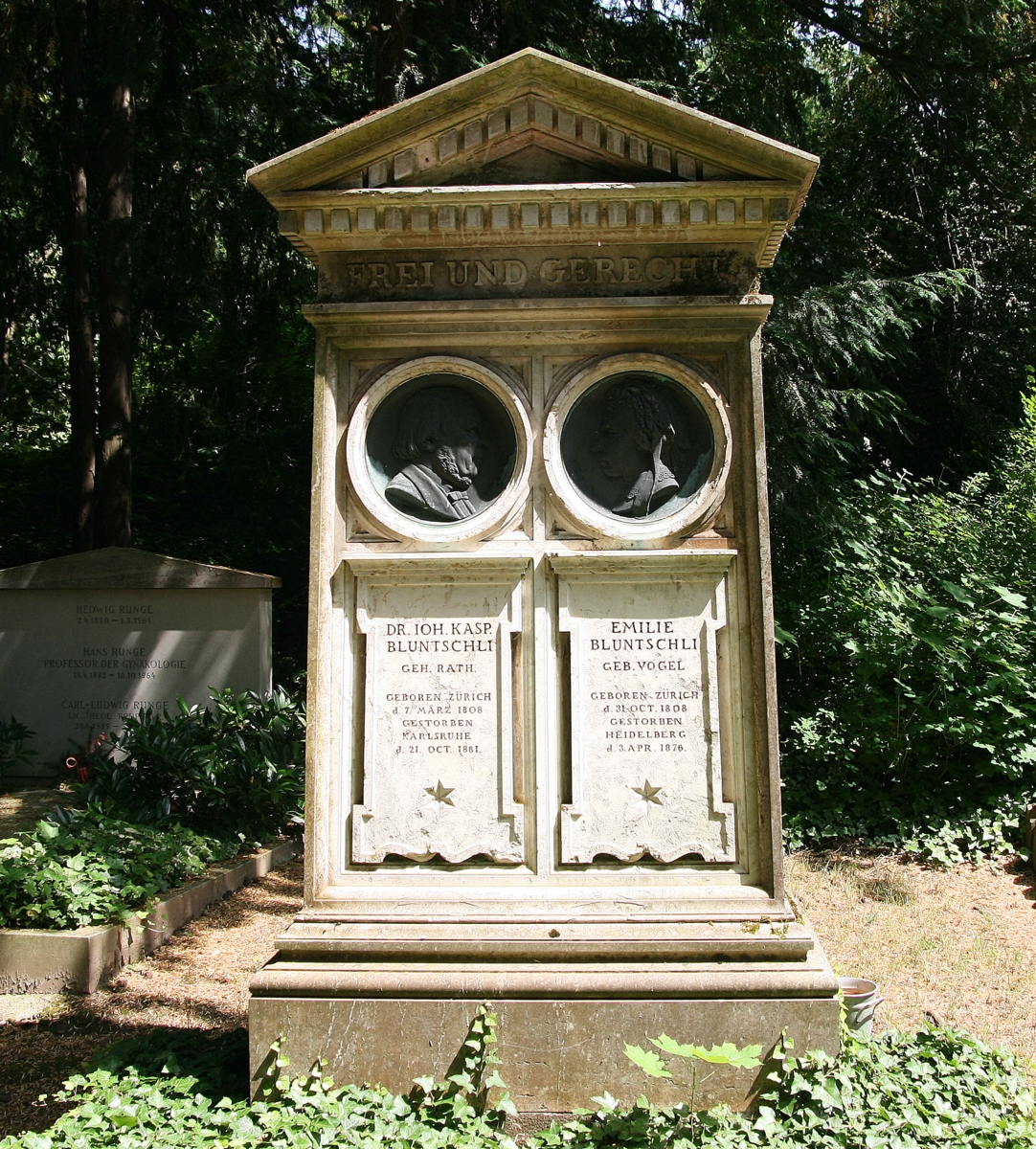
La tumba de Johann Caspar Bluntschli en el «Camino de los profesores» (Professorenweg) del Bergfriedhof (Heidelberg).

Proveniente de una familia arraigada en Zúrich, hijo de un fabricante de velas y jabón, Bluntschli estudió Ciencia del Derecho en el Instituto Político de su ciudad natal. Para profundizar su formación histórica, filosófica y jurídica, continuó sus estudios en Berlín y Bonn entre 1827 y 1829, año en el que se doctoró en jurisprudencia (Doctor iuris) con una disertación sobre el derecho romano a la herencia. Después de una estancia en París, donde adquirió una idea de la práctica judicial francesa, Bluntschli regresó a Zúrich en abril de 1830, al principio para convertirse en pasante de abogado en el Juzgado de Primera Instancia de Zúrich y más tarde en secretario de la Comisión Gubernamental del Interior. En la agitación política del período de la Restauración, Bluntschli se declaró favorable al movimiento liberal-conservador, para el que escribió un programa en 1832. 
Bluntschli enseñó en la Universidad de Zúrich desde 1833 (donde fue rector desde 1844-45), desde 1848 en la Universidad de Múnich y desde 1861 en la Universidad de Heidelberg. Asimismo, fue presidente de la segunda y la octava Jornada de Juristas Alemanes (Deutschen Juristentages), celebradas en Dresde (1861) y Heidelberg (1869), respectivamente. También presidió la primeira reunión de la Asociación Protestante Alemana (Deutschen Protestantenvereins), en Eisenach, julio de 1865; y participó en la fundación del Instituto de Derecho Internacional, reunido en Gante el año 1873. 
En 1840, Bluntschli recibió el encargo de redactar el Código de derecho privado (Privatrechtliche Gesetzbuch) de Zúrich, que entró en vigor entre 1854 y 1856, y recibió atención internacional. Otras obras son Derecho general del Estado (1852); un Diccionario alemán del Estado, junto con Karl Ludwig Theodor Brater (11 vols., 1857-70); y La moderna ley de guerra de los Estados civilizados (1866), que influyó en las deliberaciones sobre el reglamento bélico de las Conferencias de La Haya. También cobró importancia su texto «Del derecho de autor» (1853), en el que establecía el derecho del autor a decidir sobre la publicación de su obra en base al derecho natural. La explicación de Bluntschli del carácter jurídico del derecho internacional difería de la mayoría de sus contemporáneos, puesto que, al alejarse de las teorías de Friedrich Carl von Savigny, buscó superar la contradicción entre derecho natural y derecho positivo. 
En 1864, Bluntschli se convirtió en francmasón e ingresó en la logia Ruprecht zu den fünf Rosen, en Heidelberg, donde dio forma a la logia a través de su trabajo como venerable maestro (Meister vom Stuhl; véase «Grado masónico»). Al año siguiente, escribió al papa Pío IX en nombre de su logia una carta pública en respuesta a su exhortación apostólica Multiplices inter (25 de septiembre de 1865), en la que condenaba de nuevo a la masonería —con el consecuente revuelo—. Entre 1872 y 1878 fue gran maestre de la gran logia «Al Sol» (Zur Sonne), en Bayreuth, y participó en su constitución y rituales. En los días de la gran logia defendió la unidad de los masones alemanes bajo una única gran logia alemana. Sin embargo, un borrador concreto que presentó en la gran logia de 1878 recibió escasa aprobación, un duro golpe para él. A menudo estaba en la ciudad de Friburgo, cuya logia «Zur edlen Aussicht» también pertenecía a la gran logia «Zur Sonne», y rebatió las acusaciones de Alban Stolz, teólogo «representante del antisemitismo católico de procedencia ultramontana».

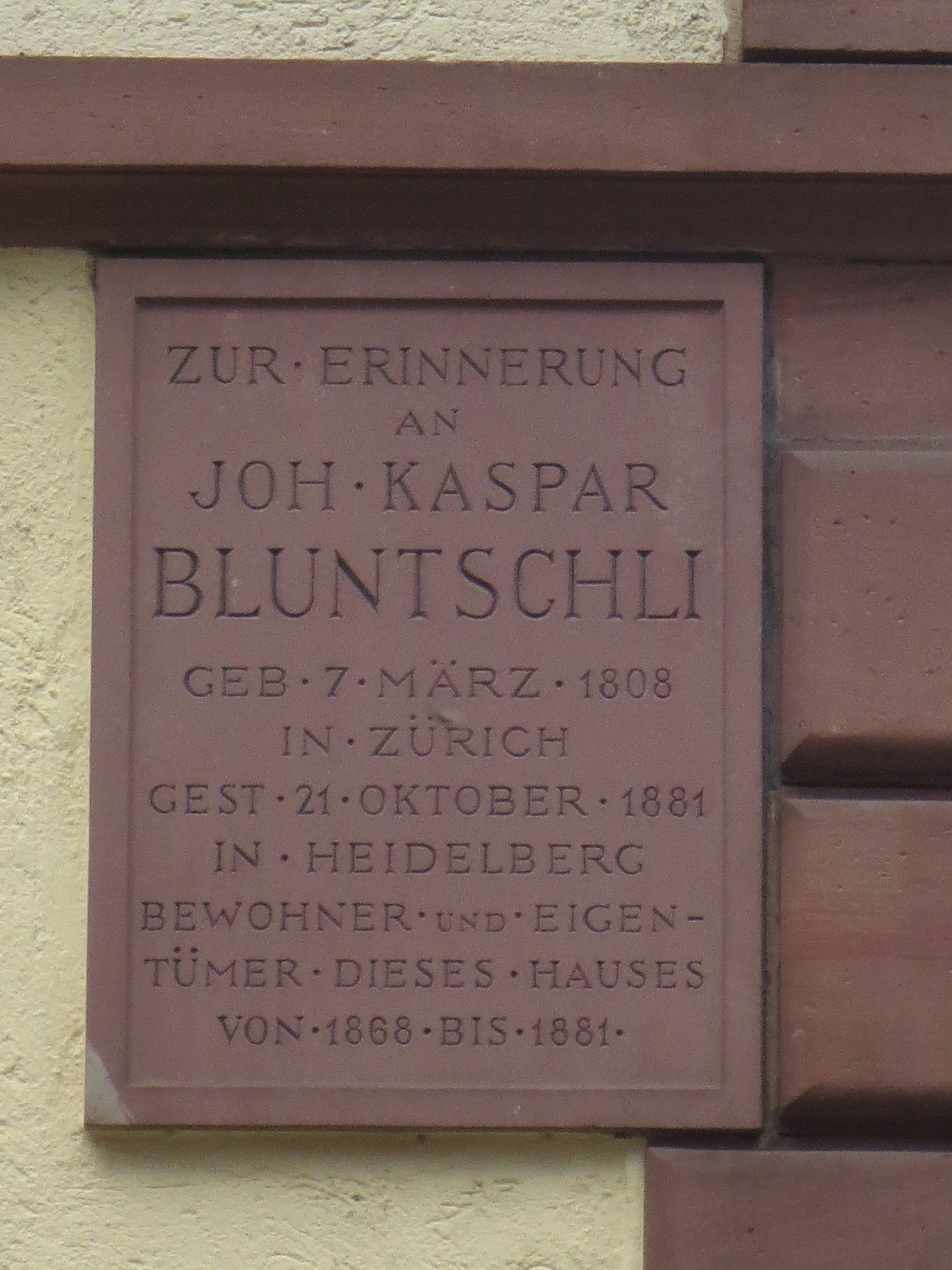
Placa conmemorativa dedicada a Bluntschli en su propiedad de Heidelberg: «A la memoria de Joh[hann]∙Kaspar Bluntschli, nacido el 7 de marzo de 1808 en Zúrich, muerto el 21 de octubre de 1881 en Heidelberg, habitante y dueño de esta casa desde 1868 hasta 1881».

Desde 1861 hasta 1868, Bluntschli fue miembro de la Cámara Primera (Ersten Kammer, equivalente a la Cámara Alta) de la Asamblea Estamental de Baden (Ständeversammlung), designada por el gran duque Federico I. Entre 1869 y 1870, y nuevamente de 1879 a 1880, ocupó un mandato en la misma Cámara Primera como representante de la Universidad de Heidelberg. En 1868 fue elegido miembro del Parlamento aduanero (Zollparlament) por el distrito badense de Bretten-Sinsheim. Desde 1873 hasta 1876, Bluntschli fue diputado del decimocuarto distrito electoral (Villingen) en la Cámara Segunda del Asamblea Estamental de Baden, en la facción del Partido Nacional Liberal. En 1879 participó en la fundación de la compañía de seguros Mannheimer Versicherung, junto con el Kommerzienrat Friedrich Engelhorn, fundador de la empresa química BASF; el Geheime Kommerzienrat Carl Eckhard; el Dr. Gustav Herdt; el cónsul general de los Países Bajos, Simon Hartogensis; y Karl Funck. En el ámbito internacional, Bluntschli resultó elegido miembro de la Academia Estadounidense de Artes y Ciencias en 1868. 
Bajo la influencia de los escritos de Gobineau y el mito ario contemporáneo, Bluntschli defendió abiertamente teorías racistas. Asumía un orden racial jerárquico y una estrecha conexión entre la «raza» y el Estado nacional, en la que destacaban los estados «ario-germenos» del presente (especialmente el Imperio alemán) y la «raza negra», en su opinión, incapaz de un sentido de la justicia y de formar un Estado.
Johann Caspar Bluntschli se casó con Emilie Vogel el 27 de febrero de 1831. Su hijo Alfred Friedrich Bluntschli, un arquitecto de éxito, fue primero alumno y luego sucesor de Gottfried Semper como profesor en la Escuela de Arquitectura de Zúrich. La autobiografía de Bluntschli, editada por Karl Rudolf Seyerlen y publicada en tres volúmenes en 1884, lleva por título Memorias de mi vida.
Bluntschli murió el 1 de octubre de 1881 en la ciudad de Karlsruhe —su sucesor como profesor en la Universidad de Heidelberg fue el abogado August von Bulmerincq—. Bluntschli recibió sepultura en la tumba familiar del Bergfriedhof de Heidelberg, donde descansa junto a su esposa Emilie, quien había muerto en 1876. La lápida está adornada con dos medallones de bronce finamente trabajados que representan a la pareja. La tumba está en el llamado «Professorenweg», en la sección D. En 1896, la antigua Fabrikstraße de Heidelberg, en el actual distrito de Bergheim, recibió el nombre de «Bluntschlistraße» en su honor.

## Obra (selección)
- Entwicklung der Erbfolge gegen den letzten Willen nach Römischem Recht, mit besonderer Rücksicht auf die Novelle 115. Bonn: Adolph Marcus. 1829.
  - Desarrollo de la sucesión contra la última voluntad según el derecho romano, con una consideración especial de la enmienda 115.
- Die Partei der Gemässigten in ihrem Sein und Wollen. Zúrich. 1832.
  - El partido de los moderados en su ser y querer.
- Staats- und Rechtsgeschichte der Stadt und Landschaft Zürich. Die Zeit des Mittelalters 1. Zúrich: Orell Füssli. 1838.
  - Historia del derecho y el Estado de la ciudad y región de Zúrich. El período de la Edad Media.
- Staats- und Rechtsgeschichte der Stadt und Landschaft Zürich. Die neuere Zeit 2. Zúrich: Orell Füssli. 1839.
  - Historia del derecho y el Estado de la ciudad y región de Zúrich. Los tiempos modernos.
- Die Kommunisten in der Schweiz nach den bei Weitling vorgefundenen Papieren. Wörtlicher Abdruck des Kommissionalberichtes an die H. Regierung des Standes Zürich. Zúrich: Orell Füssli. 1843. (También conocido como el «Informe-Bluntschli»).
  - Los comunistas en Suiza según los papeles encontrados en casa de Weitling. Reproducción literal del informe de la comisión al Gobierno del estado de Zúrich.
- Die drei Länder. Uri, Schwyz und Unterwalden, und ihre ersten ewigen Bünde. Zúrich: Meyer und Zeller. 1846.
  - Las tres regiones. Uri, Schwyz y Unterwalden, y sus primeras confederaciones eternas.
- Geschichte der Republik Zürich 1. Zúrich: Friedrich Schulthess. 1847.
- Geschichte der Republik Zürich 2. Zúrich: Friedrich Schulthess. 1847.
  - Historia de la República de Zúrich (2 vols.).
- Geschichte des schweizerischen Bundesrechts von den ersten ewigen Bünden bis auf die Gegenwart. Geschichtliche Darstellung 1. Zúrich: Meyer und Zeller. 1849.
  - Historia del derecho federal desde las primeras confederaciones eternas hasta el presente. Descripción histórica.
- Geschichte des schweizerischen Bundesrechts von den ersten ewigen Bünden bis auf die Gegenwart. Urkundenbuch 2. Zúrich: Meyer und Zeller. 1852.
  - Historia del derecho federal desde las primeras confederaciones eternas hasta el presente. Libro documental.
- Allgemeines Staatsrecht, geschichtlich begründet. Múnich: Literarisch-artistischen Anstalt. 1852.
  - Derecho general del Estado, históricamente fundado.
  - Tercera edición ampliada, 3 vols., Múnich, Literarisch-artistischen Anstalt, 1863.
- «Das sogenannte Schrifteigenthum. Das Autorrecht». Kritische Ueberschau der deutschen Gesetzgebung und Rechtswissenschaft (Múnich: Literarisch-artistischen Anstalt) 1: 1-26. 1853.
  - «La denominada propiedad del escrito. El derecho de autor». Panorámica crítica de la legislación y la ciencia del derecho alemanas.
- Deutsches Staatswörterbuch, 11 vols., Stuttgart/Leipzig, 1857-1870. En colaboración con Karl Rudolf Brater.
  - Diccionario alemán del Estado.
- Geschichte des Rechts der religiösen Bekenntnisfreiheit. Ein öffentlicher Vortrag. Elberfeld: R. L. Friderichs. 1867.
  - Historia del derecho de la libertad confesional religiosa.
- Die Gründung der Amerikanischen Union von 1787. Berlín: C. G. Lüderitz. 1868.
  - La fundación de la Unión estadounidense de 1787.
- Das moderne Völkerrecht der civilisirten Staaten als Rechtsbuch dargestellt. Nördlingen: C. H. Beck'schen. 1868.
  - El derecho internacional público moderno de los Estados civilizados, expuesto como libro de derecho.

- Deutsche Rechtssprichwörter. Nördlingen: C. H. Beck'schen. 1864. En colaboración con Eduard Graf, Mathias Dietherr y Konrad von Maurer.
  - Proverbios jurídicos alemanes.
  - Segunda edición, Nördlingen, C. H. Beck'schen, 1869.
- Charakter und Geist der politischen Parteien. Nördlingen: C. H. Beck'schen. 1869.
  - Carácter y espíritu de los partidos políticos.
- Bluntschli's Staatswörterbuch in drei Bänden, auf Grundlage des deutschen Staatswörterbuchs von Bluntschli und Brater in elf Bänden, in Verbindung mit mehreren Gelehrten. Zúrich: Friedrich Schultess. 1869.
  - Diccionario del Estado de Bluntschli en tres tomos, sobre la base del Diccionario alemán del Estado de Bluntschli y Brater en once tomos, junto con varios sabios.
- Allgemeine Statslehre. Fünfte umgearbeitete Auflage des ersten Bandes des Allgemeinen Statsrechts. Stuttgart: J. G. Cotta'schen. 1875.
  - Teoría general del Estado. Quinta edición ampliada del primer tomo de Derecho general del Estado.
- Das Beuterecht im Krieg und das Seebeuterecht insbesondere. Nördlingen: C. H. Beck'schen. 1878.
  - El derecho de expoliación en la guerra y el derecho de expoliación marítima en especial.
- Das Beuterecht im Krieg und das Seebeuterecht insbesondere. Nördlingen: C. H. Beck'schen. 1878.
- «Die Organisation des europäischen Staatenvereines». Die Gegenwart, 1878, n.º 6, pp. 81-84; n.º 8, pp. 114-116; n.º 9, pp. 131-133.
  - «La organización de la asociación de Estados europea».
  - Compilado en Gesammelte Kleine Schriften, vol. 2, Nördlingen, C. H. Beck'schen, 1881, pp. 279-312.
- Die Haftung des Staats aus rechtswidrigen Handlungen seiner Beamten nach deutschem Privat- und Staatsrecht. Fráncfort del Meno: Dorpat. 1879.
- Geschichte der neueren Staatswissenschaft, allgemeines Staatsrecht und Politik, seit dem 16. Jahrhundert bis zur Gegenwart. Múnich/Leipzig: R. Oldenbourg. 1881.
  - Historia de la ciencia del Estado, la teoría general del Estado y la política modernas, desde el siglo xvi hasta el presente.
- Denkwürdiges aus meinem Leben. Nördlingen: C. H. Beck'schen. 1884.
  - Volumen 1: Zürich (1808–1848)
  - Volumen 2: München (1848–1861)
  - Volumen 3: Heidelberg (1861–1881)

Las obras póstumas de Bluntschli se encuentran en la Biblioteca Central de Zúrich y la Universidad Johns Hopkins de Baltimore. 

### Citas
1. ↑  «Zentralbibliothek Zürich / [Johann Caspar Bluntschli]». www.e-manuscripta.ch (en alemán). Consultado el 15 de agosto de 2020.
2. ↑  Erziehungsrat des Kantons Zürich, ed. (1938). Die Universität Zürich und ihre Vorläufer (en alemán). Zúrich: Verlag der Erziehungsdirektion.
3. ↑  Bluntschli, J. C., Allgemeines Staatsrecht, geschichtlich begründet, Múnich, Literarisch-artistischen Anstalt, 1852.
4. ↑  Bluntschli, J. C. y Brater, K. (eds.), Deutsches Staats-Wörterbuch, 11 vols., Stuttgart/Leipzig, 1857-70.
5. ↑  Bluntschli, J. C., Das moderne Kriegsrecht der civilisirten Staaten, Nördlingen, Beck'schen Buchhandlung, 1866.
6. ↑  Bluntschli, J. C., «Vom Autorrecht», en Deutsches Privatrecht, vol. 1, Múnich, Literarisch-artistischen Anstalt, 1853, pp. 184-216.
7. ↑  Höffner, Eckhard (2010). Geschichte und Wesen des Urheberrechts (en alemán). Múnich. pp. 349 y ss.
8. 1 2  Lennhoff, Eugen; Posner, Oskar; Binder, Dieter A. (2006). Internationales Freimaurer Lexikon (en alemán) (5ª edición). Múnich: Herbig. ISBN 978-3-7766-2478-6.
9. ↑  «Ruprecht zu den fünf Rosen». www.r5r.de (en alemán). Consultado el 16 de agosto de 2020.
10. ↑  Holtorf, Jürgen (2000). Die Logen der Freimaurer (en alemán). Hamburgo: Nikol. p. 141. ISBN 3-930656-58-2.
11. ↑  Langer, Michael (2002). «Das Judenbild in der katholischen Volksbildung des 19. Jahrhunderts».  En Haus der Geschichte Baden-Württemberg, ed. Nebeneinander – Miteinander – Gegeneinander? Zur Koexistenz von Juden und Katholiken in Süddeutschland im 19. und 20. Jahrhundert. Laupheimer Gespräche 2000 (en alemán). Gerlingen: Bleicher. pp. 35-61.
12. ↑  Geiger, Brigitte (1994). «Die Rassentheorie von Johann Caspar Bluntschli». Zürcher Taschenbuch 114: 143-171.
13. ↑  Senn, Marcel (2009). «Neue Rechtstheorien nach Maßgabe von Rassenlehren und Sozialdarwinismus zwischen 1860 und 1914».  En Czeguhn, Ignacio, ed. Eugenik und Euthanasie 1850–1945: Frühformen, Ursachen, Entwicklungen, Folgen (en alemán). Baden-Baden: Nomos. pp. 27-41.
14. ↑  Bluntschli, J. C. (1884). Denkwürdiges aus meinem Leben (en alemán). Nördlingen: C. H. Beck'schen. Consultado el 17 de agosto de 2020.
15. ↑  Eintrag zur Bluntschli-Straße im Rhein-Neckar-Wiki